# خوش‌خوان جلوچشم‌سفید
خوش‌خوان جلوچشم‌سفید (نام علمی: Euphonia chrysopasta) نام یک گونه از سرده سهره‌های خوش‌خوان است.